# Télémaque de Rome
Ne doit pas être confondu avec Télémaque (homonymie).
Télémaque ou Almaque (Ve siècle) est un anachorète martyr vénéré comme saint par l'Église catholique et l'Église orthodoxe. Il est fêté le 1er janvier.

## Biographie
Télémaque est un anachorète d'Orient qui quitte sa retraite pour se rendre à Rome dans le but de faire cesser les combats de gladiateurs. Il arrive dans la ville éternelle le 1er janvier 404 et voit dans une arène (certaines sources parlent du Colisée) des gladiateurs qui se battent. Il essaie de les sépareren leur disant : « C'est aujourd'hui l'octave de la naissance du Seigneur, mettez fin à vos superstitions et ne sacrifiez plus aux idoles », mais il est massacré par les gladiateurs sur l'ordre d'Alipius, préfet de Rome; d'autres versions disent que ce sont les spectateurs qui le lapident.